# Amana edulis
Amana edulis är en liljeväxtart som först beskrevs av Friedrich Anton Wilhelm Miquel, och fick sitt nu gällande namn av Masaji Masazi Honda. Amana edulis ingår i släktet Amana och familjen liljeväxter. Inga underarter finns listade.